# Cayo Licinio Macro

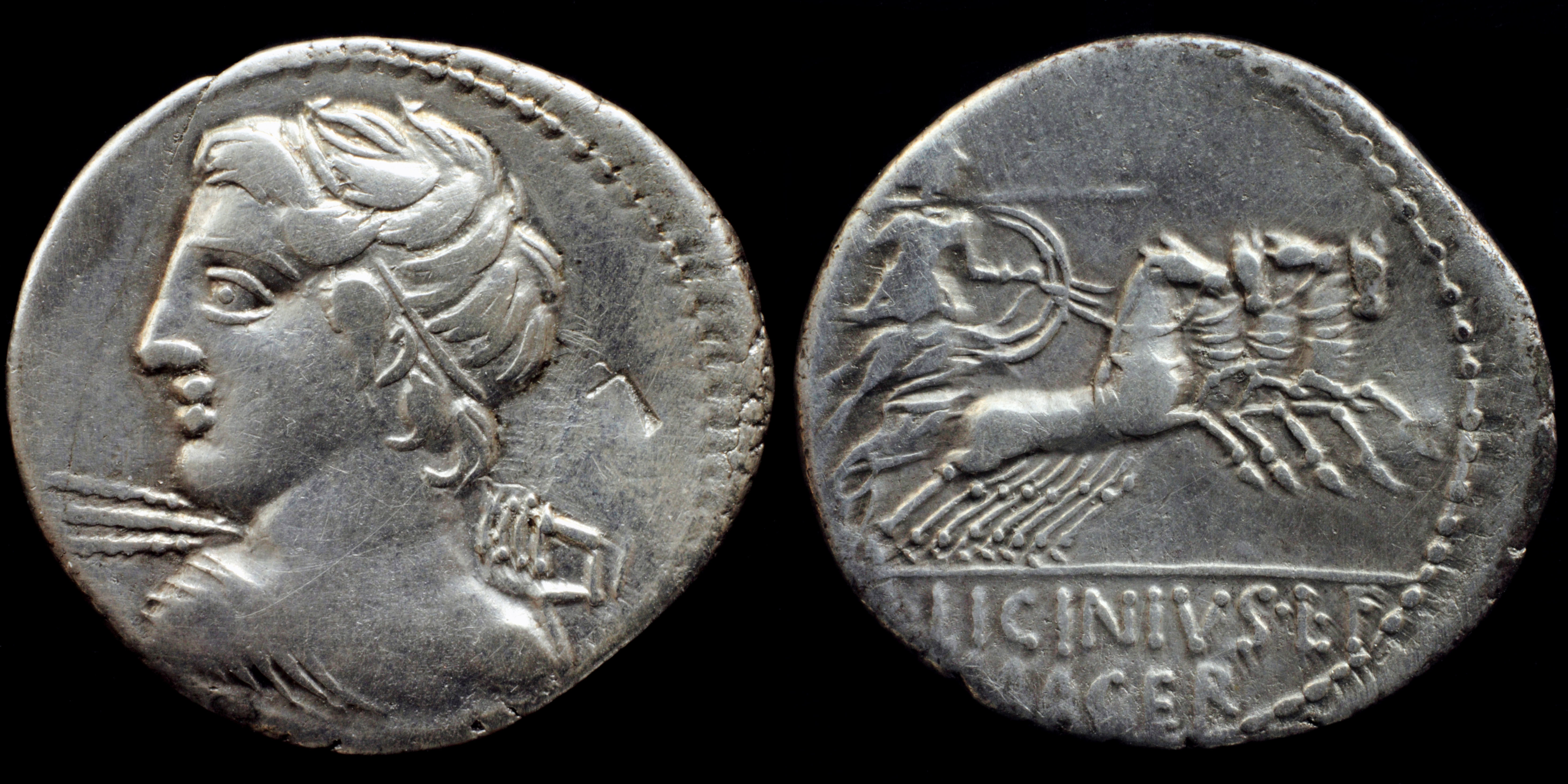
Denario de plata acuñado por Licinio Macro en Roma en 84 a. C. En su papel de monetalis, Macro era responsable de la producción de moneda. Ref.: Licinia 16; sear5 #274; Cr354/1; Syd 732.

Cayo o Gayo Licinio Macro  (m. 66 a. C.) fue un político y analista de la Antigua Roma.

## Vida
Miembro de la antigua gens plebeya Licinia, fue tribuno de la plebe en 73 a. C. Salustio menciona que hizo campaña por los derechos cívicos. Llegó a ser pretor en 68 a. C., pero en 66 a. C. Cicerón consiguió condenarlo por soborno y extorsión, hecho por el Macro se suicidó.

## Obras
Macro escibió una crónica de Roma en dieciséis tomos. La obra se ha perdido, pero gracias a que tanto Tito Livio como Dionisio la utilizaron, sabemos que comenzaba con la fundación de la ciudad, y que Pirro aparecía en el segundo volumen. Tito Livio pone en duda la fiabilidad de Macer, sugiriendo que tergiversó eventos para glorificar a los Licinios, pero destaca que cita fuentes originales tales como los Libri lintei. Según Macrobio, él le atribuye a Rómulo la introducción de la intercalación en el calendario romano.